# الإعراب عن قواعد الإعراب
الإعراب عن قواعد الإعراب كتاب نحوي من تأليف ابن هشام الأنصاري يحوي فوائد جليلة في قواعد الإعراب، تنحصر هذه القواعد في أربعة أبواب: الجملة وأحكامها، والجار والمجرور، وتفسير كلمات يحتاج إليها المعرب، والإشارة إلى عبارات محررة مستوفاة موجزة.

## موضوع الكتاب وتسميته
موضوع كتاب الإعراب عن قواعد الإعراب هو بيان فوائد جليلة يحتاج إليها المعرب، لذلك فهو يصنف من كتب النحو العربي، تحوي تسمية الكتاب على نوع من الجناس اللفظي والخطي، إذ كلمة «الإعراب» الأولى المقصود بها المعنى اللغوي وهو البيان، بينما الأخيرة المقصود بها الإعراب اصطلاحًا وهو علم النحو.

## أبوابه
يحوي الكتاب مقدمة لطيفة وأربعة أبواب، ونص المقدمة هو: «بسم الله الرَّحمن الرَّحيم، أمَّا بعد حمد الله حقَّ حمده، والصَّلاة والسَّلام على سيِّدنا وعبده محمَّدٍ وآله من بعده، فهـذه فوائد جليلةٌ في قواعد الإعراب، تقتفي بمتأمِّلها جادَّة الصَّواب، وتطلعه في الأمد القصير، على نكت كثيرٍ من الأبواب. عملتها عمل من طبَّ لمن حبَّ، وسمَّيتها بـ(الإعراب عن قواعد الإعراب) ومن الله أستمدُّ التَّوفيق والهداية إلى أقوم طريقٍ، بمنِّه وكرمه، وينحصر في أربعة أبوابٍ»
ثم ذكرها بفصولها والأبواب هي:
- الباب الأول: في الجملة وأحكامها.
- الباب الثاني: في الجار والمجرور.
- الباب الثالث: في تفسير كلمات يحتاج إليها المعرب.
- الباب الرابع: في الإشارات إلى عبارات محررة مستوفاة موجزة.[3]

وختم الأبواب بقوله: «وفي هـذا القدر كفايةٌ لمن تأمَّله، والله الموفِّق والهادي إلى سبيل الخيرات بمنِّه وكرمه».

## اهتمام العلماء به
اهتم العلماء بكتاب «الإعراب عن قواعد الإعراب» فقاموا بتدريسه ووضعوا له شروح ومنظومات عدة.

## مختصراته
ومن أوائل من اعتنى به مؤلفه ابن هشام الأنصاري حيث اختصره في «القواعد الصغرى» ونص على ذلك في مقدمة «القواعد الصغرى» حيث قال: «هذه نكتٌ يسيرةٌ اختصرتُها مِن «قواعد الإعراب»؛ تسهيلًا على الطُّلَّاب، وتقريبًا على أولي الألباب» طبعت «القواعد الصغرى» لابن هشام باسم «قواعد الإعراب ونزهة الطلاب» بتحقيق الشبراوي بن أبي المعاطي المصري الحسني، عن دار الريادة للنشر والتوزيع، 2021.

## شروحه
له عدة شروح من أشهرها:

### موَصِّل الطلاب إلى قواعد الإعراب
وهو من تأليف خالد بن عبد الله بن أبي بكر بن محمد الجرجاويّ الأزهري وكان يعرف بالوقاد المتوفى سنة (905هـ)، ويعد من أجمع شروح «قواعد الإعراب» وأشهرها، وطريقة الشرح فيه بشرح المزج الذي يمزج بين المتن والشرح في سياق واحد. ولأهميته وضع عدد من العلماء حواشي عليه منهم:
- أبوبكر الشنواني.
- الزرقاني.
- المدابغي.
- حسن العطار.

وطبع عدة طبعات منها:
- طبعة مطبعة مصطفى البابي الحلبي بحاشية كتاب «تمرين الطلاب في صناعة الإعراب» وهو موجود في ويكي مصدر.
- تحقيق عبد الكريم مجاهد، طبعة مؤسسة الرسالة،1996م.[7]
- تحقيق أبي بلال الحضرمي خالد بن عبود باعامر، طبعة دار الآثار-صنعاء، 2006م.

### شرح محيي الدين الكافيجي
وهو من تأليف محمد بن سليمان بن سعد بن مسعود الكافيجي الرومي المتوفى سنة (879هـ)، طبع بتحقيق فخر الدين قباوة، مكتبة الأسد،1989م. وأعيد طبعه بدار السلام بالقاهرة.

### حدائق الأعراب في شرح قواعد الإعراب
وهو من تأليف عز الدين محمد بن أَبي بكر بن عز الدين المشهور بابن جماعة المتوفى سنة 819هـ وهو شرح على «القواعد الصغرى»، التي اختصرها ابن هشام من «الإعراب عن قواعد الإعراب».

### شرح قواعد الإعراب للقوجوي
طبع هذا الشرح المنسوب إلى محمد بن مصطفي القوجوي المتوفى سنة (950هـ) بتحقيق إسماعيل إسماعيل مروة، عن دار الفكر المعاصر-دمشق، لكن الباحث أسامة خالد حماد أنه نفس كتاب «كشاف القناع والنقاب لإزالة الشبه عن قواعد الإعراب».

### كشاف القناع والنقاب لإزالة الشبه عن قواعد الإعراب
وهو من تأليف محمد بن عبد الكريم الكافي الملقب بـ«زلف نكاز» المتوفى سنة (964هـ)، حققه محمد إبراهيم محمد عبد الله في جامعة الأزهر.

### أقْرَب المَقاصِد
من تأليف عز الدين محمد بن أبي بكر بن عبد العزيز ابن جَماعَة المتوفى سنة (819هـ).

### أوثق الأسباب
من تأليف عز الدين محمد بن أبي بكر بن عبد العزيز ابن جَماعَة المتوفى سنة (819هـ) أيضًا.

### حواشي جلال الدين المَحَلِّيّ على قواعد الإعراب
من تأليف جلال الدين محمد بن أحمد المَحَلِّيّ المتوفى سنة (864هـ).

### تعليق لطيف
من تأليف محمد بن خليل بن محمد البُصْرَوِيّ المتوفى سنة (889هـ).

### حل معاقد القواعد
من تأليف أحمد بن محمد بن عارف الزَّيْلِيّ المتوفى سنة (1006هـ).

### الْفَضِيْض
من تأليف بكر بن علي الْقَيْصَرِيّ المتوفى سنة (1145هـ).

## منظوماته

### أرجوزة سيدي بوسحاقي
نظمها أبو إسحاق إبراهيم بن فايد الزواوي المتوفى سنة 857هـ.